# Diffraktion (Wasserwellen)

Diffraktion von Wasserwellen an einer Öffnung nach dem Huygensschen Prinzip.

Unter Diffraktion wird bei Wasserwellen die Beugung von Wellenfronten an den Enden von Inseln bzw. an den Kanten von Bauwerken verstanden. Wie bei der Beugung des Lichtes an Kanten ist auch hier das Huygenssche Prinzip anwendbar.
Bei Schutzbauwerken (Wellenbrechern und Molen) hat die Diffraktion der Wellenfronten die Folge, dass ein Teil der Energie der anlaufenden Wellen auch hinter das Schutzbauwerk bzw. in den durch Molen gegen Wellenwirkungen zu schützenden Bereich einer Hafeneinfahrt gelangt. Bei der Hafenplanung werden unerwünschte Wellenwirkungen bezüglich schädlicher Schiffsbewegungen oder möglicher Versandung u. a. unter Verwendung des Diffraktionskoeffizienten
{\displaystyle C_{d}=H_{d}/H_{i}}
beurteilt. Hierbei bezeichnet 
{\displaystyle H_{i}} die Höhe der anlaufenden Wellen und 
{\displaystyle H_{d}} die Höhe der Wellen nach Diffraktion und ggf. Interferenz am betrachteten Ort hinter dem Bauwerk.
Für die nebenstehende Anordnung (Draufsicht) zweier Molenenden einer Hafeneinfahrt (Abstand B) mit monochromatischen Wellenfronten (Wellenhöhe {\displaystyle H_{i}}, Wellenlänge {\displaystyle L}) ist bekannt, dass bei Zufahrten mit Breiten {\displaystyle B>2\cdot L} infolge von Interferenz örtlich Wellenhöhen {\displaystyle H_{d}>H_{i}} in der Achse der Zufahrt noch im Abstand von mehreren Wellenlängen auftreten. Erst in größerem Abstand von der Durchfahrt entstehen wiederum Wellenfronten (grün) etwa parallel zu denjenigen vor den Bauwerken. Da sich die Energie hinter den Bauwerken zusätzlich auf die gebeugten Kammlängen verteilt, ist der Diffraktionskoeffizient
{\displaystyle C_{d}=H_{d}/H_{i}<1} und nimmt mit zunehmender Entfernung weiter ab.
Dagegen tritt vor den Bauwerken  Reflexion auf.